# Jerzy Olech
Jerzy Olech inna forma nazwiska: Ollech (ur. 3 listopada 1757 w Szczepankowie, zm. 29 grudnia 1820 w Królewcu) – polski duchowny luterański, pedagog, wydawca pism religijnych, tłumacz, zbieracz pieśni, pierwszy na Mazurach twórca polskiej literatury świeckiej dla ludu.

## Życiorys
Pochodził z rodziny chłopskiej. Uczęszczał do szkoły wiejskiej, następnie w Pasymiu oraz do gimnazjum w Królewcu, gdzie również odbył studia teologiczne w latach 1776–1780. Został nauczycielem królewieckiej szkoły katedralnej, od roku 1786 kapelanem wojskowym (polskim i niemieckim). Przez ćwierć wieku (1795-1820) był proboszczem polskiej parafii ewangelickiej przy kościele Świętego Mikołaja na królewieckim Steindamm. Od roku 1797 (lub 1798) był ponadto kierownikiem (dyrektorem) Seminarium Polskiego na uniwersytecie w Królewcu, od 1803 urzędowym tłumaczem przy władzach prowincji. Tłumaczył z niemieckiego na język polski publikacje religijne i świeckie, w tym podręczniki szkolne, a także własne wiersze pisane dla ludu mazurskiego, wśród którego krzewił czytelnictwo. Utrzymywał kontakty z polskim środowiskiem intelektualnym, m.in. z Samuelem Bogumiłem Lindem, Julianem Ursynem Niemcewiczem (odwiedziny w roku 1817) i Krzysztofem Celestynem Mrongowiuszem. Dbał o używanie polskiego języka literackiego. Na język niemiecki tłumaczył utwory Ignacego Krasickiego.

## Przekłady
1. F. E. Rochow: Przyjaciel dzieci, to jest księga do czytania i używania dla uczącej się młodzieży, pierwej po niemiecku pisana..., Królewiec 1795
2. Ch. G. Salzmann: Sebastian Mądry. Książka dla pospólstwa po niemiecku(!) przez... napisana, a przez... na polski język przetłomaczona, Królewiec 1799
3. Ch. G. Salzmann: Konstantego ciekawa albo wiedzenia godna historia życia i osobliwe jego przypadki. Księga dla pospólstwa, osobliwie dla rzemieślniczych towarzyszów, czyli pachołków, po niemiecku przez... napisana, a na polski język przetłumaczona przez... cz. 1-3, Królewiec 1800
4. A. G. Spangenberg: Idea fidei fratrum, czyli krótkie wyobrażenie chrześcijańskiej nauki ewangielicznych braci zgromadzeń, wydane przez... z niemieckiego na polski język przetłumaczone, Królewiec 1802
5. R. Dapp: Kazania dla chrześcian na wsiach, z niemieckiego na polski język przetłumaczył... t. 1-3, Królewiec 1803-1822.

Niektóre z utworów Olecha przedrukował „Przyjaciel Ludu Łecki” (1842).